# نوپسرها اکسیورا
نوپسرها اُکسیورا یک گونه سوسک از خانوادهٔ سوسک‌های شاخک‌دراز است. فرانسیس پولکینگهورن پاسکو در سال ۱۸۶۷ این گونه را توصیف و بررسی کرد. این گونه در کشورهای سوماترا و بورنئو یافت شده است.

## انواع
- Nupserha oxyura var. postflavipes Breuning, 1950
- Nupserha oxyura var. elongatoides Breuning, 1950
- Nupserha oxyura var. oxyuroides Breuning, 1950